# Zbigniew Rybczyński
Zbigniew Rybczyński  (Łódź, Polonia, 27 de enero de 1949) es un cineasta polaco que ha ganado numerosos premios de prestigio de la industria tanto en Estados Unidos como internacionalmente. Fue también profesor de cinematografía y rodaje electrónico. Actualmente es investigador de la tecnología de composición de croma en la Ultimatte Corporation.
Estudió en la Escuela de Cinematografía de Łódź (PWSFTviT). Empezó su carrera profesional como ayudante de jóvenes directores de su generación. Sus películas de dicho período incluyen: La charla (Rozmowa-TV) y Gropingly (Po Omacku) de Piotr Andrejew, Videocasette (Wideokaseta) de Filip Bajon, de Wanda Gościmińska włókniarka de Wojciech Wiszniewski y una película característica de Grzegorz Królikiewicz, Dancing Hawk (Tańczący Jastrząb).
Rybczyński participó también en el grupo vanguardista "Warsztat Formy Filmowej", y  cooperó con “SE-MA-FOR studios” en Lódz, donde se rodaron sus películas de autor, entre ellas: Plamuz (1973), Zupa (1974), Nowa książka (1975) y Tango (1980). 
Nowa książka es un corto de 10 minutos de duración en el que la imagen se encuentra dividida en 9 partes iguales, mostrando cada una de ellas un plano secuencia continuo. Cada uno de los 9 planos secuencia están perfectamente sincronizados ya que ocurren a la vez. Esta estructura narrativa fue en la que se basó el director Mike Figgis para crear su película Timecode.
Tango fue su gran éxito, y con ella ganó el Óscar al mejor cortometraje animado en 1981.
Es un reconocido pionero en tecnología de televisión de alta definición (HDTV). En 1990, produjo el programa de HDTV La orquesta para el mercado japonés, con el  que ganó numerosos premios, como el premio Emmy “Outstanding Achievement in Special Visual Effects”. El programa, que fue creado en HDTV, fue emitido en resolución estándar por la cadena PBS como parte de su gran serie “Great Performances”. El formato HDTV no estuvo disponible para los espectadores hasta una década después. Fragmentos de este programa se televisan regularmente en el Canal Clásico de las Artes (Classic Arts Showcase channel) de los EE. UU.
Rybczyński ha creado muchos videos musicales para artistas tales como Art of Noise, Mick Jagger, Simple Minds, Pet Shop Boys, Chuck Mangione, The Alan Parsons Project, Yoko Ono, Lou Reed, Supertramp, Rush, Propaganda, Lady Pank y también para Imagine de John Lennon.

## Premios y distinciones
Premios Óscar
| Año  | Categoría                  | Película | Resultado |
| ---- | -------------------------- | -------- | --------- |
| 1983 | Mejor cortometraje animado | Tango    | Ganador   |